# Odysseas Athanatos
Odysseas Athanatos (in greco: Οδυσσέας Αθάνατος; 1944) è un ex calciatore cipriota.

## Carriera
Ha giocato la sua unica partita per la nazionale cipriota nel 1973.